# Resultados da fase final do Campeonato Africano das Nações de 2013
Este página apresenta o sumário das partidas da fase final do Campeonato Africano das Nações de 2013.
Todos os horários em (UTC+2).

## Equipes qualificadas
| Grupo | Vencedores      | Vices      |
| ----- | --------------- | ---------- |
| A     | África do Sul   | Cabo Verde |
| B     | Gana            | Mali       |
| C     | Burquina Fasso  | Nigéria    |
| D     | Costa do Marfim | Togo       |

## Quartas-de-final
| 2 de fevereiro | Gana                     | 2 – 0     | Cabo Verde | Estádio Nelson Mandela Bay, Porto Elizabeth         |
| 17:00          | Mubarak 54' (pen), 90+5' | Relatório |            | Público: 8 000 Árbitro: MAU Rajindraparsad Seechurn |

| 2 de fevereiro | África do Sul | 1 – 1 (pro) | Mali      | Estádio Moses Mabhida, Durban             |
| 20:30          | Rantie 31'    | Relatório   | Keita 58' | Público: 45 000 Árbitro: CMR Néant Alioum |

|                                   |       | Penalidades                |  |
| Tshabalala Furman Mahlangu Majoro | 1 – 3 | Diabaté Tamboura M. Traoré |  |

| 3 de fevereiro | Costa do Marfim | 1 – 2     | Nigéria               | Estádio Royal Bafokeng, Rustemburgo          |
| 17:00          | Tioté 50'       | Relatório | Emenike 43' · Mba 78' | Público: 25 000 Árbitro: ALG Djamel Haïmoudi |

| 3 de fevereiro | Burquina Fasso | 1 – 0 (pro) | Togo | Estádio Mbombela, Nelspruit                |
| 20:30          | Pitroipa 104'  | Relatório   |      | Público: 27 000 Árbitro: SEN Badara Diatta |

## Semifinais
| 6 de fevereiro | Mali          | 1 – 4     | Nigéria                                            | Estádio Moses Mabhida, Durban               |
| 17:00          | C. Diarra 75' | Relatório | Echiéjilé 25' · Ideye 30' · Emenike 44' · Musa 60' | Público: 54 000 Árbitro: GAM Bakary Gassama |

| 6 de fevereiro | Burquina Fasso | 1 – 1 (pro) | Gana               | Estádio Mbombela, Nelspruit              |
| 20:30          | Bancé 60'      | Relatório   | Mubarak 13' (pen.) | Público: 35 000 Árbitro: TUN Slim Jedidi |

|                                      |       | Penalidades                             |  |
| B. Koné H. Traoré P. Koulibaly Bancé | 3 – 2 | Vorsah Atsu Afful Clottey Agyemang-Badu |  |

## Decisão do terceiro lugar
| 9 de fevereiro | Mali                                      | 3 – 1     | Gana        | Estádio Nelson Mandela Bay, Porto Elizabeth    |
| 20:00          | Samassa 21' · Keita 48' · S. Diarra 90+4' | Relatório | Asamoah 82' | Público: 6 000 Árbitro: GAB Eric Otogo-Castane |

## Final
| 10 de fevereiro | Nigéria | 1 – 0     | Burquina Fasso | Soccer City, Joanesburgo                     |
| 20:00           | Mba 40' | Relatório |                | Público: 85 000 Árbitro: ALG Djamel Haimoudi |